# Општина Кашеју (Клуж)
Кашеју (рум. Căşeiu) општина је у Румунији у округу Клуж.
Oпштина се налази на надморској висини од 347 m.